# Eva Marie Saint
Eva Marie Saint (* 4. července 1924) je americká herečka. Svou kariéru zahájila ve čtyřicátých letech v divadle a později hrála v různých televizních seriálech; od padesátých let hrála také ve filmech. Mezi její nejznámější role patří Eve Kendall ve filmu Na sever severozápadní linkou z roku 1959. Za svou roli ve filmu V přístavu z roku 1954 byla oceněna Oscarem za nejlepší ženský herecký výkon ve vedlejší roli. Hrála v řadě dalších filmů, mezi které patří například Všechno se hroutí (1962), Písečný ptáček (1965) nebo Grand Prix (1966). V roce 1951 se provdala za režiséra Jeffreyho Haydena.

## Filmografie
- 1954 V přístavu USA – role: Edie Doyle
- 1957 Raintree County USA – role: Nell Gaither
- 1959 Na sever severozápadní linkou USA – role: Eve Kendall
- 1960 Exodus USA – role: Kitty Fremont
- 1962 Všechno se hroutí USA – role: Echo O'Brien
- 1965 Písečný ptáček USA – role: Claire Hewitt
- 1965 36 Hours USA – role: Anna Hedler
- 1966 Grand Prix USA – role: Louise Frederickson
- 1968 Plíživý měsíc USA – role: Sarah Carver
- 1970 Milování USA – role: Selma
- 1972 Cancel My Reservation USA – role: Sheila Bartlett
- 1980 Prokletí hrobky krále Tutanchamona USA – role: Sarah Morrissey
- 1981 Nejhodnější holka na světě USA – role: Joanne Powell
- 1986 Poslední dny generála Pattona USA – role: Beatrice Ayer Patton
- 1991 Palomino USA – role: Caroline Lord
- 1995 Moje Antonie USA – role: Emmaline Burden
- 1996 Titanic USA – role: Hazel Foley
- 2000 Snila jsem o Africe USA – role: Franca
- 2003 Upřímný dům USA – role: Veronica Reynolds
- 2005 Nechoď klepat na dveře USA – role: Howard's Mother
- 2005 Co způsobil Winn-Dixie USA – role: Miss Franny
- 2006 Superman se vrací USA – role: Martha Kent
- 2014 Zimní příběh USA – role: Willa